# ちょうちょう (唱歌)

「ちょうちょう」の原曲とされる「Hänschen klein」の楽譜

『ちょうちょう』は、欧米各国に伝わる童謡に日本で独自の歌詞を付けた唱歌。

## 原曲
かつてはスペイン民謡が原曲と言われていたが、現在ではドイツの古い童謡「Hänschen klein」（訳：「幼いハンス」）という曲が原曲とされている。
これはドイツ東部・ドレスデンの教師だったフランツ・ヴィーデマン（Franz Wiedemann, 1821年 - 1882年）が作詞したものである。この歌詞には、子供たちに別離・出発・悲しみからの回復を経験させるという教育上の目的があった。1番で幼い「ハンスちゃん」（Hänschen）が旅に出て母親が見送り、2番で7年の放浪と遍歴の末に「ハンスちゃん」は日焼けした大人の「ハンス」（Hans）へと変わり、3番ですっかり大きくなったハンスが故郷に戻り、あまりの変わり様にだれにもハンスだと分かってもらえないが、再会した母親はすぐにハンスだと分かってくれた、という内容であった。そのモチーフは、ヨハン・ネポムク・フォーゲル（Johann Nepomuk Vogl, 1802年 - 1866年）の書いた、旅する男がついに母親のもとへと帰ってくるという詩『Das Erkennen』と共通するところがある。
ヴィーデマンはこの詩を、狩りの歌として知られていた『Fahret hin fahret hin』のメロディーにあてはめた。この曲は、ヨハン・グスターフ・ゴットリープ・ビューシンク (de) とフリードリヒ・ハインリヒ・フォン=デア=ハーゲン (de) により1807年に出版されているが、その起源はより古く、成立は18世紀初頭よりも前と考えられている。
| ドイツ語 | 日本語（訳） |
| --- | --- |
| Hänschen klein geht allein In die weite Welt hinein. Stock und Hut steht ihm gut, Ist gar wohlgemut. Doch die Mutter weinet sehr, hat ja nun kein Hänschen mehr. "Wünsch dir Glück", sagt ihr Blick, "kehr' nur bald zurück" | 幼いハンス坊っちゃん、 世界を巡る旅に出発。 杖を片手に、帽子を頭に 大喜びのハンス坊っちゃん。 だけどハンスの母さんは、 別れがつらくて泣き出した。 その瞳はただ「いい旅をして 帰って来なさい」と語る。 |

「Hänschen klein」は、米国では「Lightly Row」という表題でドイツの歌詞とは無関係にボートを漕ぐ様子を歌った曲になり、19世紀前半には広く知られる童謡となっていた。1875年（明治8年）から1878年（明治11年）まで米国へ留学した教育学者・伊沢修二（1851年 - 1917年）がブリッジウォーター師範学校でルーサー・メーソン（1818年 - 1896年）よりこの曲を教わり、日本へ紹介したのではないかと推測されている。
「Lightly Row」に対しては、小林愛雄（1881年 - 1945年）が「軽く漕げ」の表題で英語の歌詞を日本語訳した詞が存在する。
| 英語 | 日本語（訳詞：小林愛雄）                                                                           |
| --- | -------------------------------------------------------------------------------------------------- |
| Lightly row! lightly row! O'er the glassy waves we go; Smoothly glide! smoothly glide! On the silent tide, Let the winds and waters be mingled with our melody, Sing and float! sing and float! In our little boat. | 軽（かろ）く 漕げや しづかな波に 軽く すべれ この潮に 寄せ来る波と 吹き来る風と 共に 歌へ この船に |

## 唱歌「蝶々」
伊沢が紹介した曲には野村秋足（1819年 - 1902年）が独自に歌詞を付け、1881年に文部省が発行した『小学唱歌集』初編に「第十七 蝶々」の表題で掲載された。ただし、この歌詞と似た詞の童謡や清元は江戸時代から全国各地で知られており、野村も現在の愛知県岡崎市一帯で歌われていた童歌の詞を改作して「Lightly Row」の曲に当てたとされている。磯田光一は『鹿鳴館の系譜』にて香川景樹の旧派和歌からの影響を指摘している。また、東京師範学校（東京教育大学、筑波大学の前身）の音楽教師で「蛍の光」（原曲はスコットランド民謡）などで知られる稲垣千頴が2番を作詞しており、1896年（明治29年）に発行された『新編 教育唱歌集』では3・4番も追加されているが3番以降については作詞者不明となっている。
なお、曲については伊沢が「原曲はスペイン民謡」として紹介したことから長らく伊沢の紹介に疑義が挟まれることは無く、近年まで多くの文献に「作曲：スペイン民謡」と掲載されていた。
一、（野村秋足作詞）
蝶々　蝶々　菜の葉に止れ
菜の葉に飽たら　桜に遊べ
桜の花の　栄ゆる御代に
止れや遊べ　遊べや止れ
二、（稲垣千穎作詞）
おきよ　おきよ　ねぐらの雀
朝日の光の　さきこぬさきに
ねぐらをいでて　梢にとまり
あそべよ雀　うたへよ雀
三、（1896年追加・作詞者不明）
蜻蛉（とんぼ）　蜻蛉　こちきて止まれ
垣根の秋草　いまこそ盛り
さかりの萩に　羽うち休め
止まれや止まれ　休めや休め
四、（三番に同じ）
燕（つばめ）　燕　飛びこよ燕
古巣を忘れず　今年もここに
かへりし心　なつかし嬉し
とびこよ燕　かへれや燕

### 1947年の改作
現在、広く知られているバージョンは太平洋戦争終結後の1947年（昭和22年）に文部省が発行した『一ねんせいのおんがく』において野村が作詞した原曲を改作すると共に2番以下を廃止したものである。この改作に関しては「栄ゆる御代に」はGHQが教育現場からの排除を主張していた皇室賛美と取られるフレーズであること、2番以下の廃止は表題の「ちょうちょう」と無関係な鳥や昆虫に関する描写を排除して曲の主題を明確にしたものと解されている。
（1947年改作版）
ちょうちょう　ちょうちょう　菜の葉にとまれ
菜の葉にあいたら　桜にとまれ
桜の花の　花から花へ
とまれよ遊べ　遊べよとまれ
2010年の保育士試験課題曲に取り上げられた。

## 編曲
- 蝶たちの楽園。ひらひらした変奏曲 - 大宝博の編曲。『おもしろ変奏曲にアレンジ! 〜童謡唱歌〜』（ヤマハミュージックメディア）に掲載。

## 各国語版
この原曲は様々な国や地域の言葉に比較的自由に翻訳されていて、フランス・南アフリカ・イスラエルなどでは原曲のある「幼いハンス」であるが、英語圏ではマザー・グースにある「ゆっくり漕いで」（Lightly Row）、インドネシア（スンダ語）では「私の人形」、日本・朝鮮・台湾では「ちょうちょう」などとして歌われている。